# The Pussycat Dolls
Pour les articles homonymes, voir Pussy et PCD.
Les Pussycat Dolls (abrégé PCD) est un girl group américain de pop et RnB, originaire de Los Angeles, en Californie. 
Les Pussycat Dolls ont connu un succès mondial avec les singles Don't Cha, Stickwitu, Buttons, et leur premier album certifié multi-platine PCD (2005). Cependant, malgré leur succès commercial, le groupe a été en proie à des conflits internes en raison de l'importance accordée à Scherzinger, la chanteuse principale du groupe, et du traitement subalterne des autres membres. Le départ de Bachar du groupe a précédé la sortie de leur deuxième et dernier album studio Doll Domination (2008), qui contient les tubes When I Grow Up, I Hate This Part, et Jai Ho ! (You Are My Destiny). Après la fin de leur tournée mondiale de 2009, le groupe se met en pause, et se sépare complètement en 2010. Le groupe original, moins Thornton, annonce sa réunion en 2019 avec une tournée à venir et un nouvel album. Cependant, avec l'aggravation de la situation due à la pandémie de Covid-19, des ruptures de contrats et des problèmes logistiques, la tournée de reformation est annulée en 2022, laissant le destin du groupe incertain.
La marque Pussycat Dolls s'est diversifiée avec des produits dérivés, des émissions de téléréalité, un concert à Las Vegas, la promotion de produits, des groupes d'enregistrement dérivés (Girlicious, Paradiso Girls, G.R.L.) et d'autres activités. Billboard a classé les Pussycat Dolls au 80e rang des groupes musicaux les plus populaires des années 2000. Le groupe a vendu 55 millions de disques dans le monde, ce qui en fait l'un des groupes de filles les plus vendus de tous les temps,. En 2012, les Pussycat Dolls se classent au 100e rang du palmarès des 100 plus grandes femmes de la musique de VH1, et sont le dixième groupe de girl group.

## Histoire

### Débuts (1995–2002)
La chorégraphe Robin Antin a l'idée d'une troupe new burlesque en 1993 avec son amie Christina Applegate. En fait le groupe est né en 1993 dans le garage de Christina Applegate. La première représentation de la troupe a lieu en 1995. Pendant cette période, les membres se produisent avec de nombreuses chanteuses invitées, utilisant un répertoire des années 1950 et 1960, vêtues de lingerie et de costumes de pin-up démodés. Robin Antin s'inspire des chorégraphies de Bob Fosse tirées des films Sweet Charity, Cabaret ou encore Chicago.
La troupe se produit ensuite dans un club appartenant à Johnny Depp, le Viper Room, où elle reste de 1995 à 2001. C'est précisément à ce moment-là que Nicole Scherzinger, la chanteuse principale du groupe, fera la connaissance du rappeur Snoop Dogg lors d'une chanson, ils feront d'ailleurs ensemble le titre Buttons. En juin 1999, les Pussycat Dolls font la couverture de Playboy. Y figurent Kasey Campbell, Kiva Dawson, Erica Gudis et Lindsley Allen. En 2002, les Pussycat Dolls se déplacent au Roxy, à Los Angeles. Le groupe apparaît dans différents magazines et dans des émissions télévisées pour MTV et VH1, fait des campagnes de publicité et des films. Carmen Electra est alors la danseuse et chanteuse principale du groupe pour de nombreux spectacles. Beaucoup de célébrités viennent chanter avec les danseuses, comme Nicollette Sheridan, Lucy Liu, Cameron Diaz, Paris Hilton, Drew Barrymore, Eva Longoria, Dita von Teese, Gwen Stefani, Christina Aguilera et Christina Applegate.
Grâce aux producteurs de musique Jimmy Iovine et Ron Fair, la troupe se transforme en un groupe pop / RnB qui signe avec le label Interscope Records.

### PériodePCD(2003–2007)

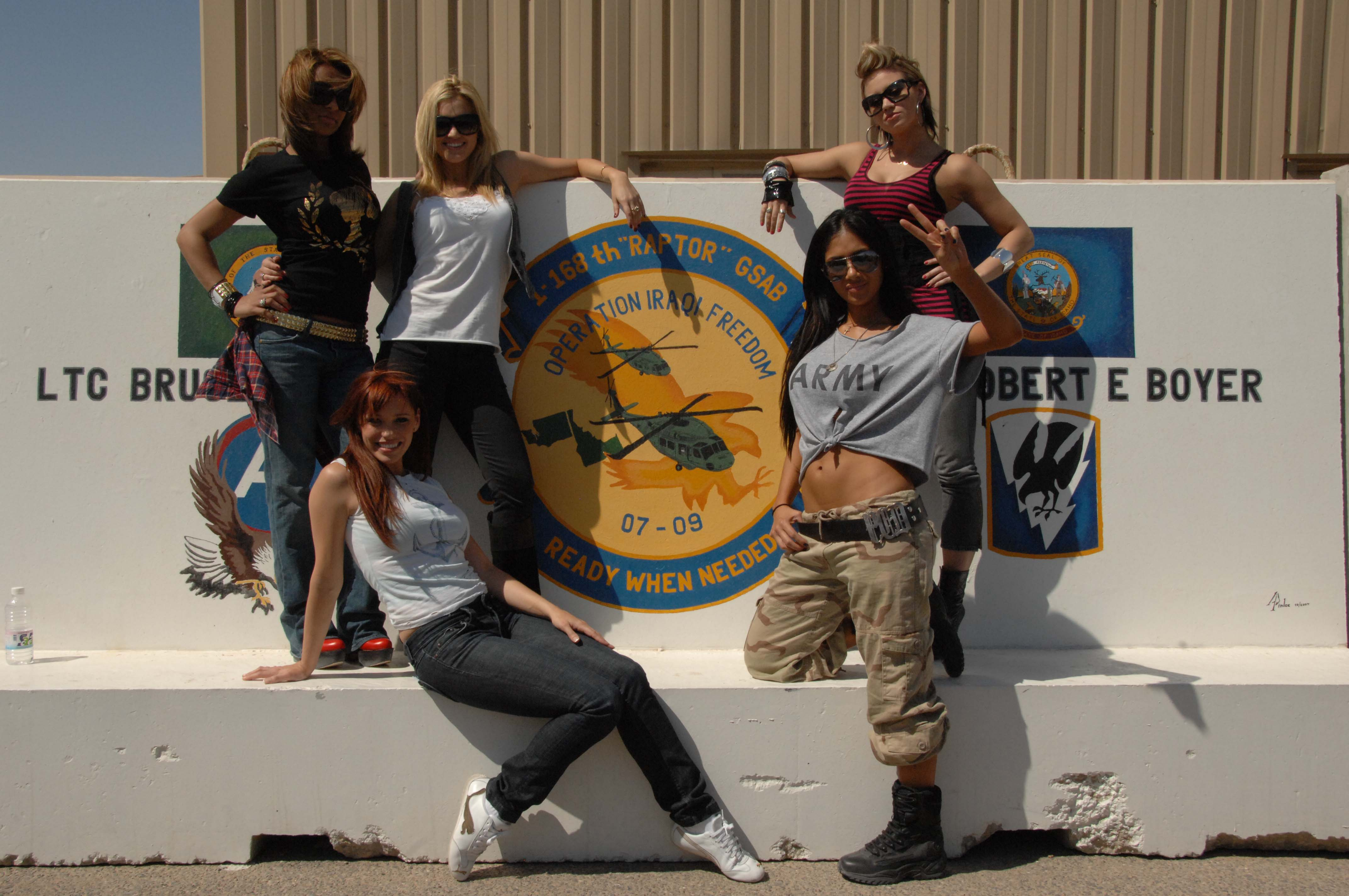
Les Pussycat Dolls au Koweït en mars 2008.

En 2003, Nicole Scherzinger, une ancienne membre de Eden's Crush, groupe gagnant de la version américaine de Popstars, d'origines philippine et russe, et petite amie du champion du monde 2008 de Formule 1, Lewis Hamilton (2007-2015), devient la chanteuse principale du groupe. Les autres membres du groupe sont alors Asia Nitollano, arrivée en 2007 et partie la même année, Carmit Bachar, arrivée en 1995 et partie en 2008), Jessica Sutta, arrivée en (2002), Kaya Jones (arrivée en 2003 et partie en 2004), Melody Thornton, Kimberly Wyatt et Ashley Roberts (arrivées en 2003). Elles ouvrent la cérémonie des MTV Asia Awards 2004.
En 2005, elles sortent leur premier album PCD, un mélange de pop, de RnB, de hip-hop et d'Eurodance. Les Dolls, comme elles sont souvent surnommées, ont été accusées d'être un groupe exclusivement centré sur Nicole Scherzinger, laissant peu de place aux autres filles, reléguées au rang de simple danseuses. D'autres arguent toutefois que ce parti pris artistique est cohérent avec l'esprit burlesque d'origine, et que, même parmi les filles ayant des capacités vocales, aucune n'a la voix correspondant à l'audience visée par le groupe . On peut cependant entendre Melody Thornton et Carmit Bachar sur certains titres.
À la suite de l'émission de téléréalité À la recherche de la nouvelle Pussycat Dolls, Asia Nitollano, la gagnante, devient la septième membre du groupe. Mais peu après, la nouvelle membre annonce qu'elle quitte le groupe pour se tourner vers une carrière solo, qui n'aboutira pas. Ce départ peut être attribué au fait qu'Asia ne voulait pas être séparée de sa famille.
Une 2e saison de l'émission a eu lieu dans le but de former un nouveau groupe, nommé Girlicious. Dans le même genre, les Mini Dolls, idée d'Antin, créé en 2005, était un groupe européen représentant plus ou moins « Les Dolls en plus jeunes » selon le concept. Le succès n'est pas au rendez-vous pour la plupart d'entre elles, sauf pour la « leader du groupe », souvent appelée « Queen doll » qui a su garder le contact avec les Dolls et Antin pendant une certaine période. La petite troupe ne connaîtra qu'un succès mitigé, uniquement chez les fans des Pussycat Dolls.

### Doll Dominationet séparation (2008–2013)

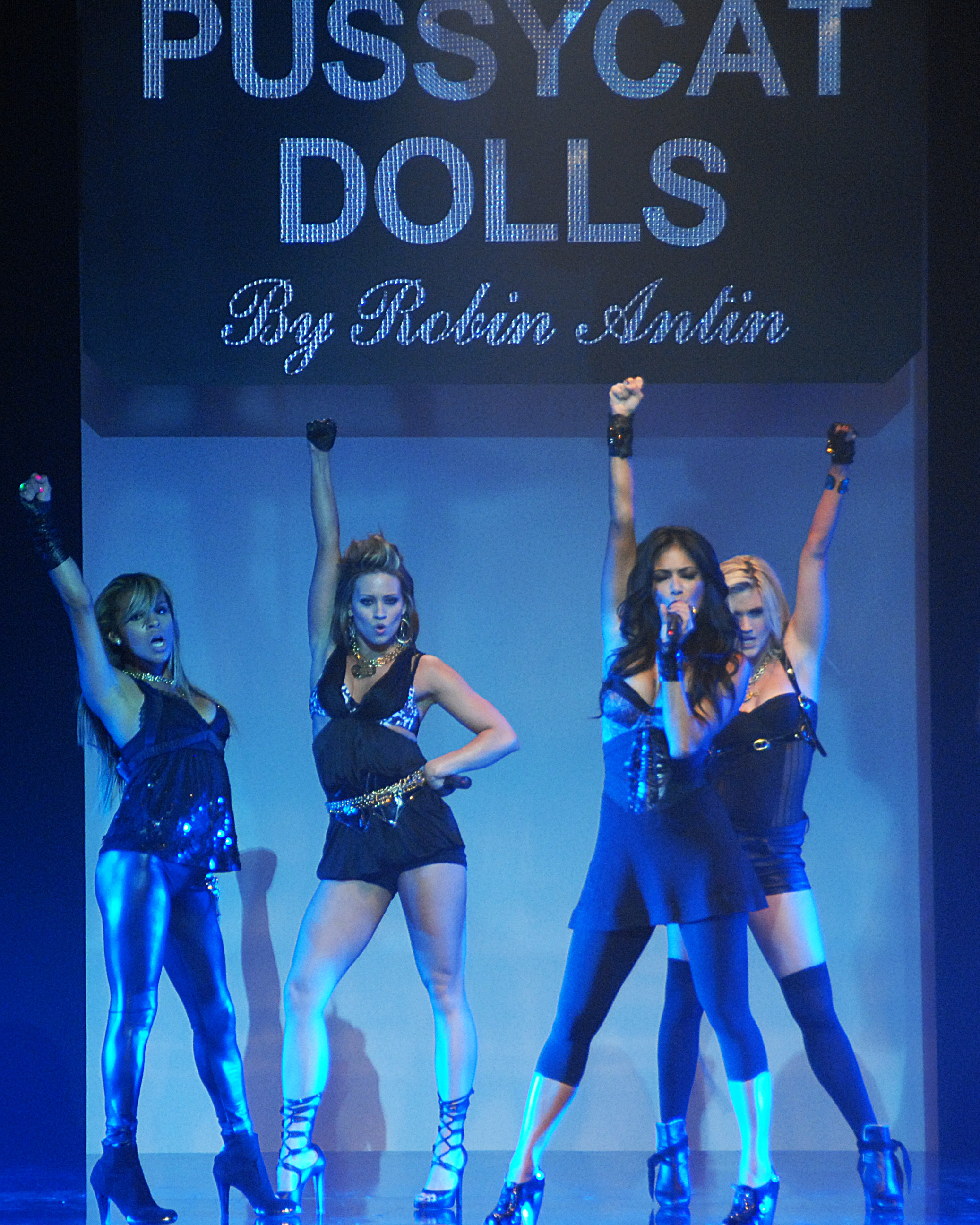
Les Pussycat Dolls en 2008.

Le 8 mars 2008, Carmit Bachar annonce qu'elle n'a plus assez de temps pour s'occuper de son association Smile With Me et quitte les Pussycat Dolls, ce qui réduit le groupe à cinq membres.
Le groupe lance son deuxième album studio intitulé Doll Domination le 23 septembre 2008 dont le premier single When I Grow Up est diffusé dans les clubs du monde entier. Le deuxième single, Whatcha Think About That, avec la participation active de Missy Elliott et réalisé par Ron Fair, est en revanche moins bien accueilli. Cependant, le troisième single I Hate This Part a beaucoup attiré l'attention et est officiellement le deuxième single en Europe. Bottle Pop est le quatrième single de l'album. Les Pussycat Dolls ont affirmé lors d'une interview radio, qu'une de leurs chansons, In Person, sonnait un peu comme dans les années 1960, inspiré de Tina Turner.
Elles remportent aux MTV Video Music Awards 2008 le prix de la meilleure chorégraphie pour le clip de When I Grow Up et aux NRJ Music Awards 2009 le prix du groupe international de l'année. En 2009, elles font la première partie de la tournée The Circus Starring: Britney Spears de la chanteuse Britney Spears en Amérique du Nord. Nicole Scherzinger annonce qu'elle va commencer une carrière solo en parallèle avec le groupe et ne le quittera donc pas.
En 2010, le groupe n'est constitué que de Nicole Scherzinger, puisque les autres femmes quittent toutes le groupe. Elle quittera elle aussi le groupe quelques semaines plus tard. Robin Antin décide de monter un casting pour former les « nouvelles Pussycat Dolls ». Le nouveau groupe est désormais formé de quatre nouveaux membres : Kherington Payne (finaliste de Tu crois que tu sais danser), Rino Nakasone-Razalan (ancienne Harajuku Girl), Vanessa Curry (ancienne Laker Girl), et James Lee Ruiz (de The Pussycat Dolls Present: Girlicious sous le nom de Jamie).
En 2012, le groupe est constitué de Lauren Bennett (ancienne membre du groupe Parasido Girls), Vanessa Curry, Erica Jenkins et de Paula van Oppen. De plus, il y avait Chrystina Sayers (ancienne membre du groupe Girlicious) qui en faisait partie, mais peu de temps après s'être jointe au groupe, elle débarqua afin de se consacrer à sa carrière de chanteuse solo.
Dès 2013, Lauren Bennett, Paula Van Oppen, Natasha Slayton, Simone Battle et Emmalyn Estrada sont membres du nouveau groupe G.R.L. formé par Robin Antin. Simone Battle se suicida à l'âge de 25 ans le 5 septembre 2014. La raison de son suicide est encore inconnue, mais des problèmes financiers pourraient en être la cause.

### Retour et deuxième séparation (2019-2021)
Le 27 novembre 2019, les Pussycat Dolls ont annoncé leur réunion pour une tournée sur Heart Breakfast radio. Nicole Scherzinger, Jessica Sutta, Ashley Roberts, Carmit Bachar et Kimberly Wyatt se sont produites sur la scène de l’émission X-Factor en Angleterre, livrant un medley de leurs plus grands succès musicaux. À la fin de la prestation, elles ont également interprété trente secondes de « React » leur nouveau single. 
La sortie de ce single était initialement prévue pour le 24 janvier mais a été repoussée au 7 février 2020. Le clip est sorti au même moment. 
Le clip comptabilisa près de 16 millions de vues trois semaines seulement après sa sortie. En avril 2021, le clip comptabilise près de 50 millions de vues.
En janvier 2022, Scherzinger confirme officiellement l'annulation de la tournée sur une story Instagram. Les raisons officielles invoquent « l'évolution des circonstances entourant la pandémie ». Peu de temps après, les membres du groupe, Sutta et Bachar, confirment qu'ils n'avaient appris l'annulation de la tournée que par le post Instagram de Scherzinger, écrivant leur propre déclaration : « Nous voulons dire à quel point nous sommes incroyablement déçues d'apprendre une annonce faite sur Instagram selon laquelle la tournée de réunion des Pussycat Dolls est annulée. Pour l'instant, il n'y a pas eu de notification officielle à ce sujet. » Antin a également confirmé l'annulation de la tournée en déclarant que « nous avons toutes fait des sacrifices personnels et financiers... » et en confirmant plus tard qu'il y avait des « vérités dans cette situation » qui pourraient sortir un jour,. Wyatt exprime qu'elle avait « fait tout ce qu'[elle] pouvait », car elle était la motivation pour la réunion depuis des années. Elle a confirmé qu'elle et Roberts voulaient toujours que la tournée ait lieu. Bien que les dernières dates de tournée connues aient été confirmées annulées par Antin et Scherzinger, le site web de Live Nation répertorie 9 nouvelles listes de tournées au Royaume-Uni et en Irlande pour le groupe sous la date « reprogrammée ».
Le 28 mai 2022, Universal Music Group publie Celebrating Pride : The Pussycat Dolls, une compilation comprenant six anciens singles dont Don't Cha, Buttons, Stickwitu, When I Grow Up, Beep et I Don't Need a Man.

## Discographie
- 2005 : PCD
- 2008 : Doll Domination
- 2009 : Doll Domination 2.0

## Distinctions

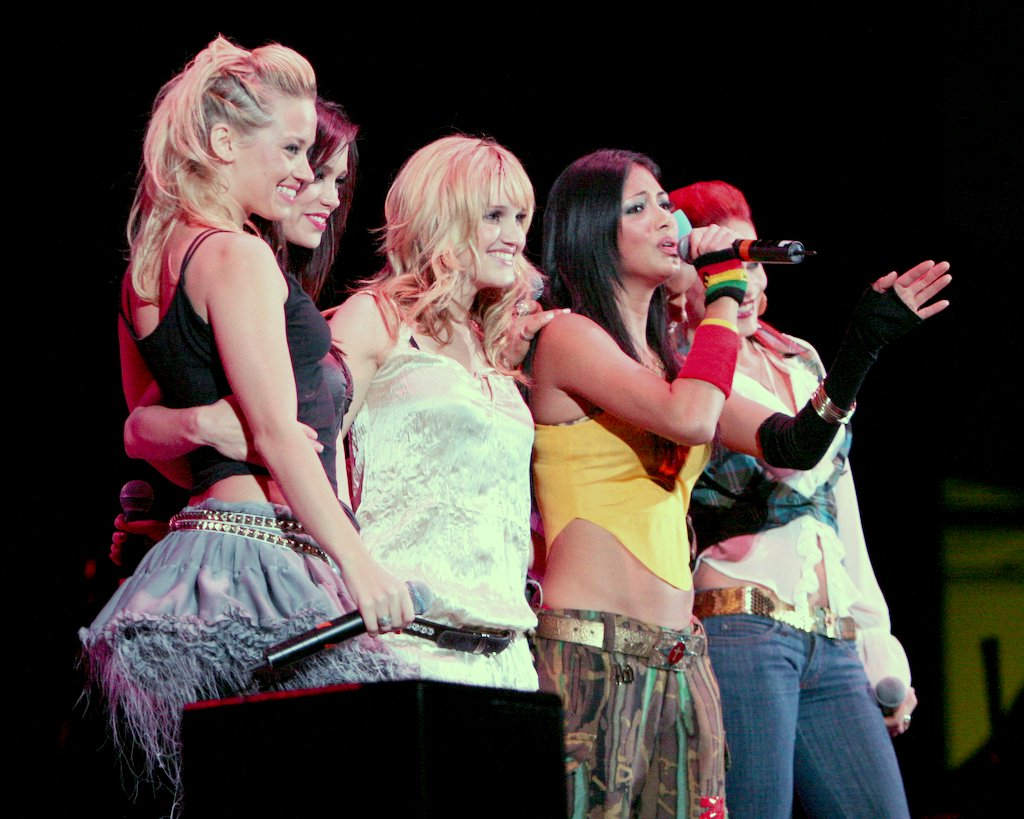
Les Pussycat Dolls en 2005.

| Année | Récompense                   | Catégorie                                       | Résultat   | Réf    |
| ----- | ---------------------------- | ----------------------------------------------- | ---------- | ------ |
| 2005  | Billboard Music Award        | Chanson de l'année Hot 100 (Don't Cha)          | Nomination | [ 21 ] |
| 2005  | Smash Hits Awards            | Meilleur clip vidéo de l'année (Don't Cha)      | Nomination | [ 22 ] |
| 2006  | NRJ Music Awards             | Révélation de l'année                           | Nomination | [ 23 ] |
| 2006  | Myx Music Awards             | Vidéo internationale préférée (Don't Cha)       | Lauréat    | [ 24 ] |
| 2006  | MTV Video Music Awards       | Meilleure vidéo dance (Buttons avec Snoop Dogg) | Nomination | [ 25 ] |
| 2006  | Billboard RnB/Hip-Hop Awards | Meilleures ventes RnB/hip-hop (Don't Cha)       | Lauréat    | [ 26 ] |
| 2006  | TMF Awards                   | Meilleur album international (PCD)              | Lauréat    | [ 27 ] |
| 2006  | TMF Awards                   | Révélation internationale                       | Lauréat    | ,      |
| 2007  | NRJ Music Awards             | Groupe/duo/troupe international de l'année      | Nomination | [ 30 ] |
| 2008  | MTV Video Music Awards       | Meilleur clip vidéo (When I Grow Up)            | Nomination | [ 31 ] |
| 2009  | Virgin Media Music Awards    | Pire chanson (When I Grow Up)                   | Finaliste  | [ 32 ] |